# Biel/Bienne
|  | Per a altres significats, vegeu «Biel». |

Biel/Bienne (en alemany Biel, en francès Bienne) és un municipi del cantó de Berna (Suïssa), cap del districte de Bienne.
En aquesta localitat s'hi celebra anualment des de 1968 el Festival d'escacs de Biel, l'esdeveniment escaquístic més important de Suïssa.